# Кормак Лайдир Ог Маккарти, 10-й лорд Маскерри
Кормак Ог Лайдир Маккарти (англ. Cormac Laidir Oge MacCarthy, 10th Lord of Muskerry; 1447—1536) — ирландский племенной лидер, 10-й лорд Маскерри (1494—1536). В 1520 году он победил Джеймса Фицджеральда, 10-го графа Десмонда, в битве при аббатстве Морн.

## Происхождение
Представитель ирландской династии Маккарти из Маскерри, боковой линии династии Маккарти-Мор, отделившейся в 14 веке, когда Дермот Маккарти (1310—1367) в 1353 году получил в апанаж Маскерри, став первым лордом Маккарти из Маскерри.
Родился в 1447 году, вероятно, в замке Килкреа, резиденции его отца. Сын Кормака Лайдира Маккарти, 9-го лорда Маскерри (1411—1494), и его жены Мэри Фицморис. Его мать была дочерью Эдмунда Фицмориса, 8-го барона Керри, которого также звали бароном Ликсно вместо барона Керри.

## Брак и дети
Маккарти женился на Кэтрин, дочери Джона Барри, 1-го виконта Баттеванта.
У Кормака и Кэтрин было пятеро сыновей и две дочери:
- Тайг (1472—1565), 11-й лорд Маскерри (1536—1565), его старший сын и преемник
- Диармайд
- Эоган
- Каллаган (Силлачан)
- Кормак
- Мэри, вышла замуж за Джеймса Фицджеральда, де-юре 12-го графа Десмонда, прозванного «Придворным пажом»[4][5]
- Юля, 1-й муж — Джеральд Фицморис, 15-й барон Керри (умер в 1550 г.), 2-й муж — Кормак на Хаоине Маккарти Риг (1490—1567), 3-й муж — Эдмунд Батлер, 1/11-й барон Данбойн (умер в 1566 г.)[6].

## Деятельность
Кормак Лайдир Маккарти, отец Кормака, был убит в 1495 году своим братом Оуэном, дядей Маккарти, который узурпировал власть. В 1498 году Кормак Маккарти с помощью Томаса Фицджеральда, будущего 11-го графа Десмонда, убил своего дядю Оуэна. Однако в преемственности ему отказывал Кормак, другой дядя, ещё на три года, пока ему не удалось свергнуть Кормака в [[1501 году и, в конечном итоге, он не стал 10-м лордом Маскерри. Эти два дяди не считаются лордами Маскерри.
В сентябре 1520 года Кормак Маскерри и Донал Маккарти Риг помогли Томасу Фицджеральду, 11-му графу Десмонду, победить Джеймса Фицмориса Фицджеральда, 10-го графа Десмонда, в битве при Морне. Донал Маккарти Риг женился на сестре Маскерри Эллен.
В декабре 1520 года вместе с Пирсом Батлером, 8-м графом Ормондом, они осадили Джеймса Фицмориса Фицджеральда в Дангарване.
Кормак Маккарти, 10-й лорд Маскерри, скончался в 1536 году в замке Килкреа и был похоронен в монастыре.